# Carl Christian Andersen (fagforeningsmand)
 Der er flere personer med dette navn, se Carl Christian Andersen (maler).
Carl Christian Andersen, kendt som C.C. Andersen (Født 20. maj 1849 i København, død 29. februar 1932 smst) var en dansk bagermester, fagforeningsmand og politiker.
Han var søn af Sokkerhus-arbejder S. Andersen, blev snedkersvend 1868; var snedkermester 1882-86, medstifter af Snedkernes Fagforening, dens formand 1873-84; medlem af Socialdemokratiets bestyrelse fra 1874; formand i lokalbestyrelsen for København fra 1876; medlem af Socialdemokratisk Forbunds bestyrelse fra 1878 og af Socialdemokratens kontrolkomité fra 1877; bestyrer af Arbejdernes Fællesbageri fra 1886; medlem af bestyrelsen for Arbejdernes Bryggeri Stjernen fra 1902; Landstingsmand for 1. kreds fra 1890, tingvalgt 1918, medlem af Rigsretten 1907 og dommer i Den permanente Voldgiftsret fra 1900. Desuden medlem af bankrådet for Arbejdernes Landsbank 1919-25.